# Церковь Константина и Елены (Новочеркасск)
Константино-Еленинский храм  —  православный храм в городе Новочеркасске Ростовской области. Относится к Ростовской-на-Дону епархии Русской Православной Церкви.

## История
Константино-Еленинский храм был построен в Новочеркасске в 1864 году взамен ветхой полковой часовни. Построенная церковь была деревянной. Вскоре она обветшала и ей потребовалась замена. Был организовал сбор необходимых средств от прихожан Константино-Еленинского прихода. Место под строительство каменной Константино-Еленинской церкви было освящено 5 марта 1906 года. На постройку нового храма было затрачено около 15 тыс. 648 рублей. Константино-Еленинский храм был освящен 10 мая 1909 года кафедральным протоиереем Василием Петровым. В храме было три престола: во имя Духа Святого, левый предельный — во имя Равноапостольного Константина и его матери Елены, правый — во имя Святого Николая Мир-Ликийского, чудотворца.
В 1930-х годах церковь была закрыта, в 1970-е — 1990-е годы церковь работала. В конце 90-х годов XX века храм был отреставрирован, на нём были позолочены кресты, возобновились богослужения. В 2005 году выполнен капитальный ремонт подвального помещения и котельной.
В 2003 году архиепископ Ростовский и Новочеркасский освятил приписанный к Константино-Еленинскому храму храм-часовню во имя св. блгв. кн. Димитрия Донского, который был возведен силами прихода на территории гарнизона п. Казачьи Лагери 100-й дивизии оперативного назначения Внутренних войск МВД России (ныне 50-я отдельная бригада оперативного назначения).
В 2007 году проводился в храме проводился ремонт кровли, котельной и подсобных помещений, постелен деревянный пол, вызолочены евхаристические сосуды, отреставрировано и вызолочено напрестольное Евангелие.
В 2008 году установлены металлопластиковые окна в барабане купола. Храм был газифицирован.
В настоящее время в храме поют два профессиональных церковных хора, работает воскресная школа, художественная студия, регулярно проводятся культурные мероприятия, приуроченные к церковным праздникам: спектакли, благотворительные ярмарки, концерты.